# Coevolución huésped-parásito
La coevolución huésped-parásito es un caso especial de coevolución que implica la adaptación evolutiva mutua entre un parásito y su huésped como consecuencia de presiones selectivas recíprocas.
Esta coevolución se caracteriza por alteraciones genéticas recíprocas que se reflejan en cambios en las frecuencias de alelos dentro de las poblaciones. Estos cambios están determinados por tres tipos principales de dinámicas selectivas: selección negativa dependiente de la frecuencia (en inglés negative frequency-dependent selection), cuándo un alelo raro tiene una ventaja selectiva; sobredominancia causada por una ventaja heterozigótica; y el barrido selectivo (en inglés selective sweep) direccional cerca de una mutación ventajosa.